# Radu Gabrea
Radu Gabrea, né le 20 juin 1937 à Bucarest et mort le 9 février 2017, est un réalisateur, scénariste, producteur roumain de langue maternelle allemande. Entre 1974 et 1997, il a vécu en Allemagne. Il a été professeur associé de mise en scène et de montage à l'Académie du théâtre et du cinéma de Bucarest et critique de cinéma pour plusieurs journaux. Il a réalisé plus de 25 films d'auteur et documentaires au cours d'une carrière de plus de 45 ans, abordant après son retour en Roumanie des sujets historiques moins connus ou « systématiquement déformés », qui, selon lui, doivent être démystifiés par la recherche documentaire. Ses films abordent souvent le thème des minorités juives, saxonnes ou souabes à différentes époques du XXe siècle.

## Filmographie
- 1970 : Prea mic pentru un război atît de mare (ro)
- 1970 : Amintiri bucureștene (ro) — documentaire
- 1974 : Dincolo de nisipuri (ro)
- 1981 : Fürchte dich nicht, Jakob! (de)
- 1983 : Un homme comme E.V.A. (de) (Ein Mann wie E.V.A.)
- 1989 : Le Secret du glacier bleu (Das Geheimnis des Mondtals)
- 1991 : Voyage Surprise (Ins Blaue) — téléfilm
- 1993 : Émile des Roses (Rosenemil)
- 1994 : Conferință la nivel înalt (ro)
- 2002 : Noro (ro)
- 2004 : Moștenirea lui Goldfaden (ro)
- 2006 : Rumenye, Rumenye! (ro)
- 2008 : Călătoria lui Gruber (ro)
- 2008 : Le Coq décapité (de) (Der geköpfte Hahn)
- 2010 : Mănuși roșii (ro)
- 2012 : Evrei de vânzare (ro)
- 2012 : Trei zile până la Crăciun (ro)
- 2013 : Lindenfeld, o poveste de dragoste (ro)